# Aldehyd mrówkowy
Aldehyd mrówkowy, formaldehyd, E240 (nazwa systematyczna: metanal), HCHO – organiczny związek chemiczny, pierwszy w szeregu homologicznym aldehydów. Został odkryty przez rosyjskiego chemika Aleksandra Butlerowa w 1859 roku. W handlu najczęściej spotyka się jego 35–40% roztwór w wodzie, zwany formaliną. Produktem polimeryzacji formaldehydu jest polioksymetylen (zwany także paraformaldehydem).
Formaldehyd powstaje podczas niepełnego spalania substancji zawierających węgiel (na przykład podczas wędzenia pokarmów bogatych w białka). Przemysłowo otrzymuje się go przez utlenianie i odwodornianie, na katalizatorze tlenkowym (molibdeniany żelaza lub bizmutu) albo srebrowym, metanolu.
Dobrze rozpuszcza się w wodzie, do stężenia około 40% (wagowo). Działa silnie bakteriobójczo oraz denaturująco na białka.

## Zastosowanie
Aldehyd mrówkowy jest konserwantem oraz środkiem odkażającym stosowanym przy produkcji tuszów do rzęs, utwardzaczy i lakierów do paznokci, mydeł, odżywek do włosów i szamponów, kremów przeciw starzeniu się skóry, płynów do kąpieli, dezodorantów, fornirów, lakierów przemysłowych, wosków samochodowych, wypełniaczy szczepionek, środków zapobiegających pienieniu oraz karmy dla zwierząt. Ponadto używa się go do wyrobu żywic syntetycznych, włókien chemicznych, barwników, a także do utrwalania preparatów anatomicznych.
Formaldehyd znajduje się na kanadyjskiej liście niezalecanych składników kosmetyków. W niektórych krajach jego stosowanie jest całkowicie zakazane, jest bowiem toksyczny dla wątroby, skóry oraz układów oddechowego, odpornościowego, rozrodczego i nerwowego. Wywołuje również podrażnienia oczu, nosa i gardła, krwawienie z nosa, kaszel, wysypkę oraz astmę. Podejrzewa się go także o teratogenność i kancerogenność. Jego dopuszczalne dzienne spożycie wynosi 0,15 mg/kg masy ciała.